# Barbus tanapelagius
Barbus tanapelagius là một loài cá vây tia trong chi Barbus. Chúng là loài đặc hữu của Ethiopia.